# Vousák tukaní
Vousák tukaní (Semnornis ramphastinus) je pták z čeledi semnornithidae.

## Areál rozšíření
Vyskytuje se v Jižní Americe, kde obývá západní Ekvádor a Kolumbii.

## Popis
Je to pták dorůstající velikosti 19–21 cm a váží 80–115 g. Dospělý jedinec má žlutý zobák s černou špičku, modrošedé tváře, bílé pruhy, černé temeno a týl. Hruď je červená.

## Potrava
Živí se především ovocem a semeny. Také ale požírá hmyz : termity a malé plazy.

## Hnízdění
Jedná se o sociální ptáky, inkubace vajec trvá cca 15 dní a mláďata vylétají po 45 dnech. Na inkubaci vajec i péči o mláďata se podílejí i starší mláďata.